# Max Greenfield
Max Greenfield, né le 4 septembre 1979 à Dobbs Ferry, à New York (États-Unis), est un acteur américain. Il est connu pour son rôle de Schmidt dans la série à succès New Girl avec Zooey Deschanel.

## Biographie
Max Greenfield est né à Dobbs Ferry, dans l'État de New York, et a étudié à Dobbs Ferry High School.

### Vie privée
Il est marié depuis 2008 à Tess Sanchez. Ils ont deux enfants : Lily Greenfield, née en 2010 et Ozzie James Greenfield, né en 2015.
Ils vivent à Los Angeles, Californie.

## Carrière
Il commence sa carrière en 2000 dans un épisode d'Undressed, puis il revient en 2002 dans Boston Public et l'année suivante il est présent dans Gilmore Girls.
En 2005, il décroche le rôle récurrent de l'officier de police Leo D'Amato dans la première saison de la série pour adolescents Veronica Mars. Après six épisodes en saison 1, il ne revient que pour 2 épisodes en début de saison 2. Il a en effet décroché un rôle principal dans une nouvelle sitcom de la rentrée 2006, Modern Men. Mais le programme s'arrête au bout de trois épisodes et il reprend son rôle pour un épisode de la fin de la saison 2.
En 2007, il tient des rôles secondaires dans les séries de Newport Beach, Life, Ugly Betty et Greek. Il revient aussi pour les deux derniers épisodes de Veronica Mars.
Entre 2009 et 2011, il va multiplier les apparitions dans des programmes autant comiques que dramatiques, jusqu'à décrocher le rôle régulier de Schmidt dans une nouvelle comédie de la chaîne Fox, New Girl.
Perçu comme la révélation comique de la série, il est nommé dès 2012 aux Primetime Emmy Awards dans la catégorie Meilleur second rôle dans une série télévisée comique. Rebelote en 2013, avec une nomination cette fois aux Golden Globes, en 2014 aux People Choice Awards et en 2015 aux Teen Choice Awards.
En 2014, il reprend le rôle de Leo d'Amato à l'occasion du film réunion Veronica Mars. L'année suivante, tient un petit rôle dans le film The Big Short : Le Casse du siècle, d'Adam McKay. Il poursuit dans cette veine dramatique la même année, en participant à trois épisodes de la multirécompensée série dramatique fantastique American Horror Story.
En 2016, il prête sa voix pour le film d'animation L'Âge de glace : Les Lois de l'univers. L'année d'après, il tourne dans Will et Grace et prête sa voix dans la série Roi Julian ! L'Élu des lémurs. Au cinéma, on le retrouve dans Le Château de verre de Destin Daniel Cretton et dans L'Exécuteur de Ric Roman Waugh.
En 2018, il apparaît dans la seconde saison d'American Crime Story intitulée : The Assassination of Gianni Versace et il obtient des rôles principaux dans la série Voisins mais pas trop diffusée sur CBS.
En 2019, il tourne dans deux épisodes de la série Netflix Les Désastreuses Aventures des orphelins Baudelaire où il incarne les frères Denouement et il prête sa voix lors de quelques épisodes de BoJack Horseman et Dirty Diana et Hoops.
En 2021, il joue aux côtés de Carey Mulligan dans Promising Young Woman. Le film remporte l'Oscar du meilleur scénario original à la cérémonie des Oscars 2021, où il était également nommé pour l'Oscar du meilleur film, de la meilleure réalisation, du meilleur montage et de la meilleure actrice pour Carey Mulligan.

## Filmographie

### Cinéma
- 2004 : Cross Bronx de Larry Golin : Ike Green
- 2005 : When Do We Eat? (en) de Salvador Litvak : Ethan
- 2014 : Veronica Mars de Rob Thomas : Leo D'Amato
- 2014 : They Came Together de David Wain : Jake
- 2014 : About Alex de Jesse Zwick : Josh
- 2015 : The Big Short : Le Casse du siècle (The Big Short) d'Adam McKay : Un courtier
- 2015 : Hello, My Name Is Doris de Michael Showalter : John
- 2016 : L'Âge de glace : Les Lois de l'univers (Ice Age : Collision Course) de Mike Thurmeier et Galen T. Chu : Roger (voix)
- 2017 : Le Château de verre (The Glass Castle) de Destin Daniel Cretton : David
- 2017 : L'Exécuteur (Shot Caller) de Ric Roman Waugh : Tom
- 2018 : Une drôle de fin (A Futile and Stupid Gesture) de David Wain : Chris Miller
- 2018 : The Oath d'Ike Barinholtz : Dan
- 2019 : Ce que veulent les hommes (What Men Want) d'Adam Shankman : Kevin Myrtle
- 2019 : I'm Not Here de Michelle Schumacher : Le père
- 2021 : Promising Young Woman d'Emerald Fennell : Joe
- 2021 : Comme chiens et chats : Patte dans la patte (Cats & Dogs 3: Paws Unite!) de Sean McNamara : Roger, le chien (voix)
- 2024 : Unfrosted : L'épopée de la Pop-Tart (Unfrosted) de Jerry Seinfeld : Rick Ludwin

### Télévision

#### Séries télévisées
- 2000 : Undressed : Victor
- 2002 : Boston Public : Sean Tallen
- 2003 : Gilmore Girls : Lucas
- 2005 : Sleeper Cell : Un adolescent
- 2005 - 2007 / 2019 : Veronica Mars : Leo D'Amato
- 2006 : Modern Men : Kyle Brewster
- 2007 : Newport Beach : Sandy Cohen jeune
- 2007 : Life : Bradley Sloane
- 2007 - 2008 : Ugly Betty : Nick Pepper
- 2008 : Greek : Michael
- 2008 : Kath et Kim : Un homme au bar
- 2009 : Melrose Place : Nouvelle Génération (Melrose Place) : Mickey Richards
- 2009 : Raising the Bar : Justice à Manhattan (Raising the Bar) : David Steinberg
- 2010 : Castle : David Nicolaides
- 2010 : Lie to Me : Damian Hardi
- 2010 : Super Hero Family (No Ordinary Family) : Mr Robbins (voix)
- 2010 : Undercovers : Redman
- 2010 : The Boys and Girls Guide to Getting Down : Joey
- 2010 - 2011 : The Gentlemen's League : Max
- 2011 : Happy Endings : Ian
- 2011 : The Indestructible Jimmy Brown : Jimmy Brown
- 2011 / 2014 : Hot in Cleveland : Steve / Doug (voix)
- 2011 - 2018 : New Girl : Schmidt
- 2012 : NTSF:SD:SUV : Alistair McQueen
- 2013 / 2015 - 2016 / 2018 / 2020 : Bob's Burgers : Boo Boo (voix)
- 2014 : Robot Chicken : Bobby / Un robot / Une guerrier d'Ice Clan
- 2014 : Gigi : Almost American : Donnie
- 2014 - 2015 : The Mindy Project : Lee
- 2015 : American Horror Story : Hotel : Gabriel
- 2017 : Will et Grace (Will & Grace) : Eli Wolff
- 2017 : Roi Julian ! L'Élu des lémurs (All Hail King Julien) : Kipper (voix)
- 2018 : American Crime Story : The Assassination of Gianni Versace : Ronnie
- 2018 : No Activity : Cotric
- 2018 - présent : Voisins mais pas trop : Dave Johnson
- 2019 : Les Désastreuses Aventures des orphelins Baudelaire : Dewey, Frank et Ernest Denouement
- 2019 - 2020 : BoJack Horseman : Maximillian Banks (voix)
- 2020 : Dirty Diana : Doug / Jake (voix)
- 2020 : Hoops : Lonnie (voix)
- 2022 : American Horror Stories : Bryce Taylor (saison 2, épisode 2)

#### Téléfilms
- 2009 : Group de Jack Kenny : Zack Cameron
- 2011 : The Boys and Girls Guide to Getting Down de Michael Shapiro : Joey